# Quốc lộ 12 (Lào)

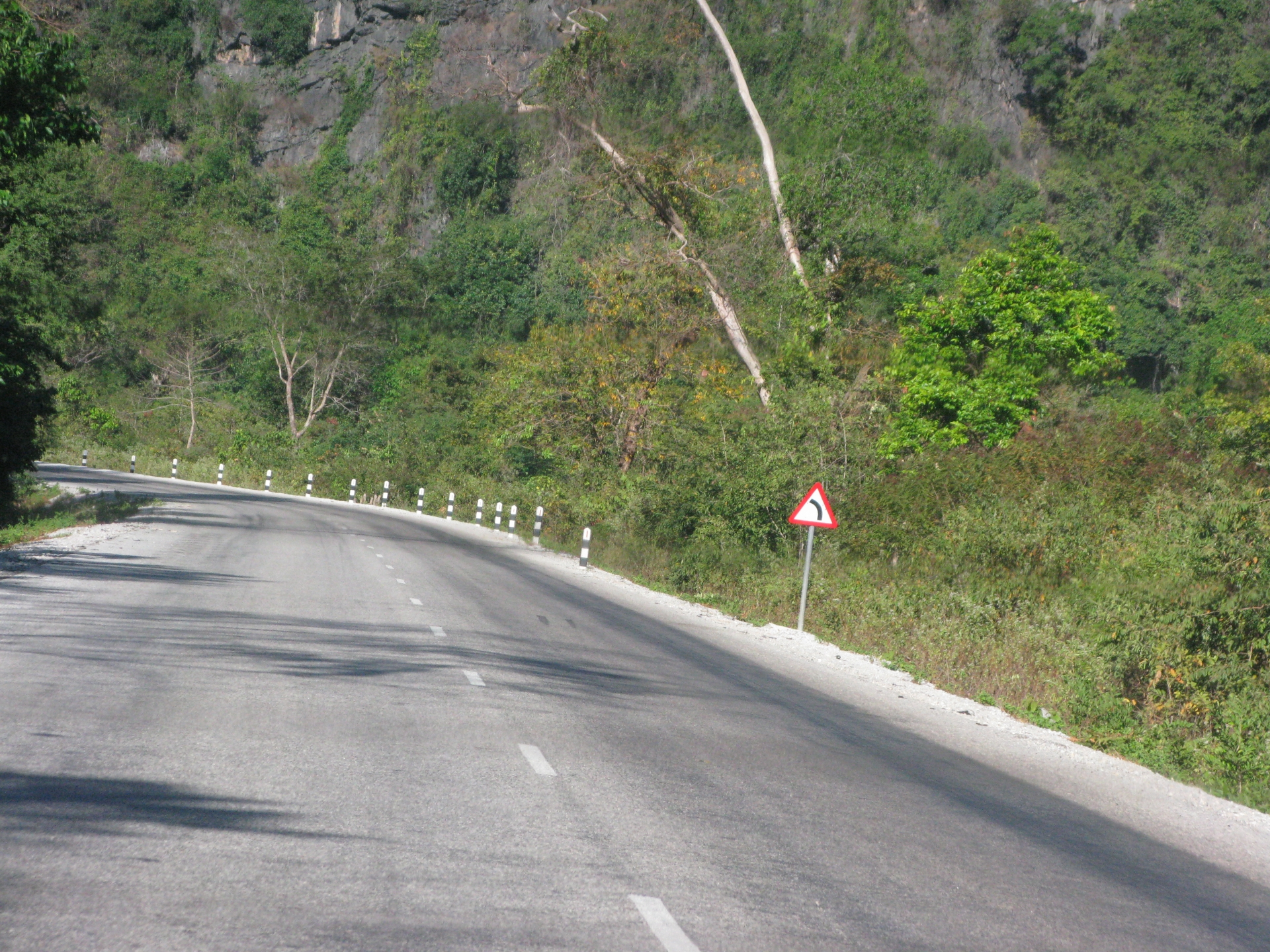
Một cung đường cua tay áo trên quốc lộ 12, Khammuane, Lào

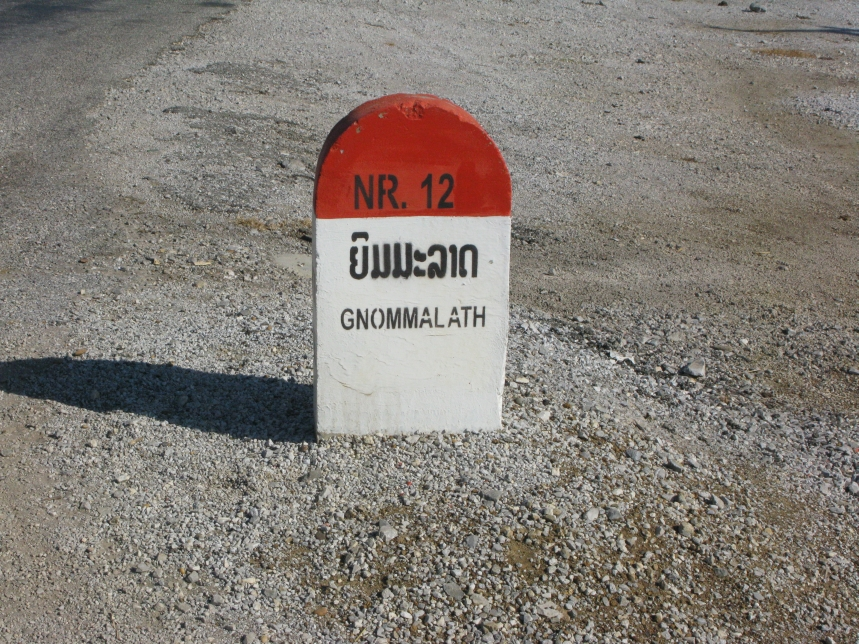
Một cột cây số trên quốc lộ 12

Quốc lộ 12 là tuyến giao thông đường bộ quốc gia của Lào. Quốc lộ này dài 143,5 km và nằm trọn trong tỉnh Khammuane. Điểm đầu là ngã ba giao cắt với quốc lộ 13 Nam tại Thakhek bên sông Mê Kông giáp với Thái Lan. Điểm cuối là cửa khẩu Naphao trên biên giới Lào-Việt.
Hiện tại, quốc lộ 12 gồm 2 làn xe ngược chiều. Mặt đường đá dăm láng nhựa.
Đi qua một vùng địa hình núi rừng trùng điệp, quốc lộ 12 là tuyến đường thu hút nhiều khách du lịch. Đây còn là tuyến đường vận chuyển hàng hóa giao thương giữa Thái Lan và Lào với Việt Nam.
Quốc lộ 12 của Lào được nhà cầm quyền Pháp xây dựng từ thời thực dân và nối liền với quốc lộ 12 bên phía Việt Nam qua cặp cửa khẩu Naphao-Cha Lo (Minh Hóa, Quảng Bình).